# Leptacis spatulata
Leptacis spatulata (лат.) — вид платигастроидных наездников из семейства Platygastridae. Юго-Восточная Азия: Индонезия (острова Халмахера, Серам и Сулавеси). Название относится к метасоме в форме лопатки (во многом как у Gastrotrypes spatulatus Brues, 1922).

## Описание
Мелкие перепончатокрылые насекомые (длина 1,1 — 1,8 мм). Отличаются следующими признаками: антенномер А9 самки длиннее ширины; переднее крыло без краевых ресничек; тергит Т6 самки в два раза длиннее ширины, длиннее, чем Т3-Т5 вместе взятые; длина переднего крыла в 2,5 раза больше ширины; метасома в 1,2 раза длиннее головы и мезосомы вместе взятых. Основная окраска коричневато-чёрная: тело чёрное, первый тергит T1 у некоторых экземпляров коричневый; антенномер А1 и ноги светло-красновато-коричневые, тазики у некоторых экземпляров затемнены; А2-А6 темно-красновато-коричневые; A7-A10 темно-коричневые. Усики 10-члениковые. Внешне похож на L. apiculata и L. caudata. Вид был впервые описан в 2008 году датским энтомологом Петером Булем (Peter Neerup Buhl, Дания).